# Blumennesselgewächse
Blumennesselgewächse (Loasaceae) sind eine Familie in der Ordnung der Hartriegelartigen (Cornales).

## Beschreibung

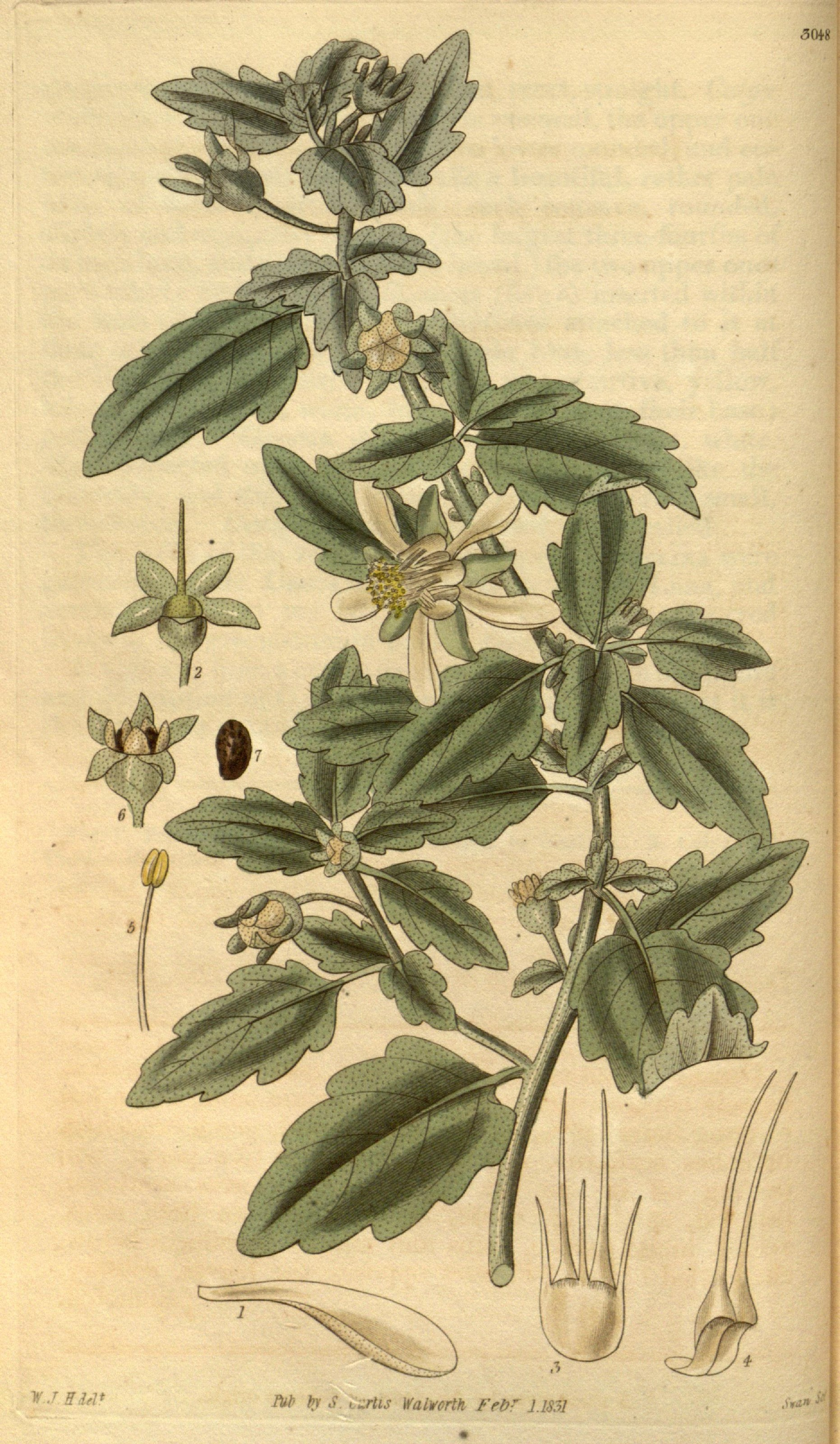
Illustration aus Curtis’s Botanical Magazine, 1831, Tafel 3048 von Presliophytum incanum

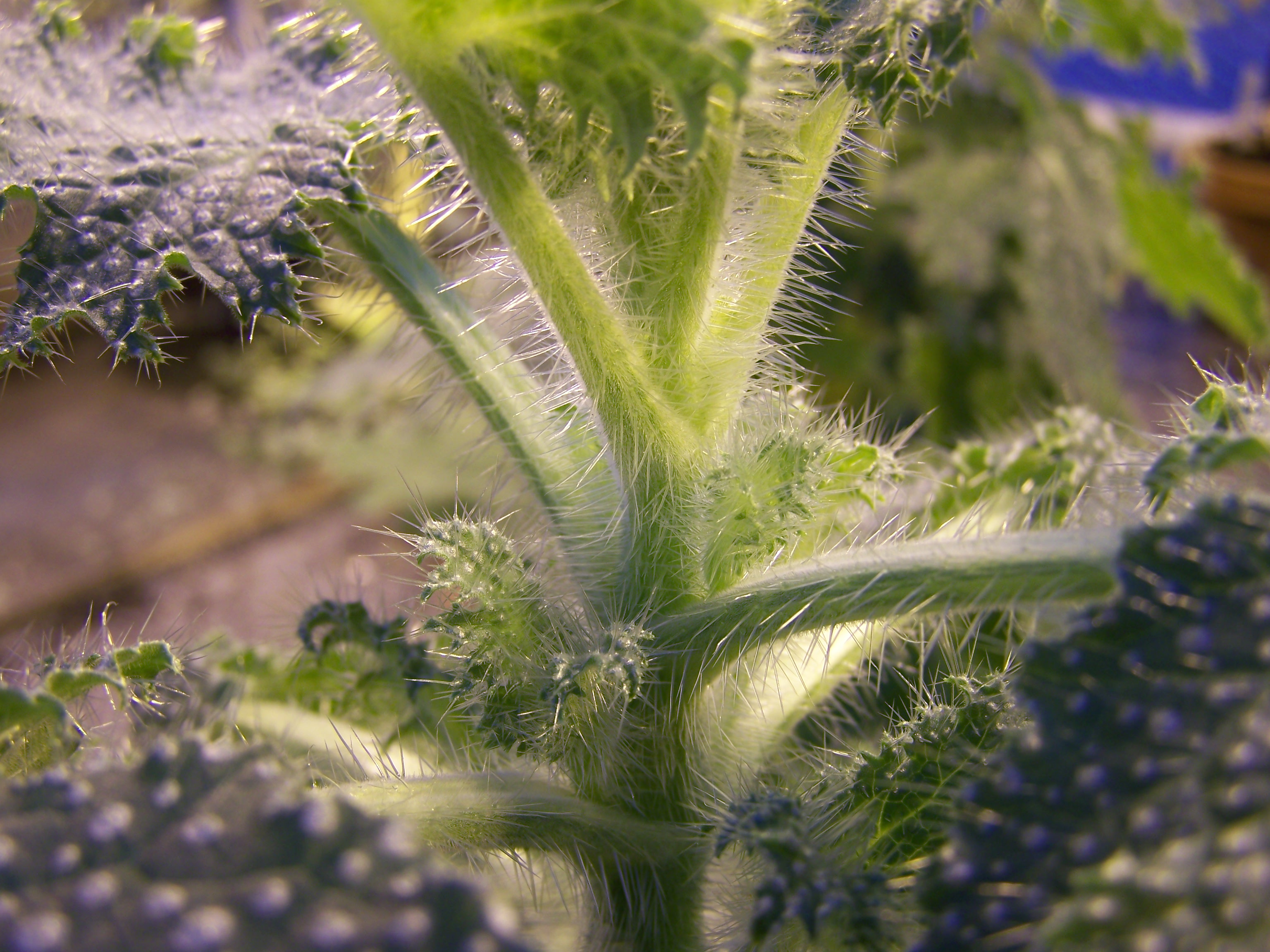
Die Brennhaare einer Loasa-Art

### Vegetative Merkmale
Die Arten der Familie sind einjährige oder ausdauernde, niederliegende oder aufrechtwachsende meist krautige Pflanzen, gelegentlich verholzende Pflanzen: Sträucher oder kleine Bäume, selten grundständige Rosetten, Kletterpflanzen oder Lianen. Sie erreichen Wuchshöhen von 5 Zentimetern bis zu 10 Metern.
Die Pflanzen tragen oft Brennhaare, ähnliche wie die Brennnesselgewächse.
Die gegen- oder wechselständig und schraubig angeordneten Laubblätter sind meist in Blattstiel und -spreite gegliedert. Die Blattspreiten sind meist einfach oder selten zusammengesetzt. Nebenblätter fehlen.

### Generative Merkmale
Die immer zwittrigen Blüten sind radiärsymmetrisch und meist fünfzählig (vier- bis siebenzählig) mit doppelter Blütenhülle. Es ist oft ein Blütenbecher vorhanden. Die meist fünf haltbaren Kelchblätter sind frei. Es sind meist fünf Kronblätter vorhanden. In den oft kahnförmigen Kronblättern befindet sich jeweils ein Büschel von Staubblättern. Die Staubblätter krümmen sich nacheinander auf und der Pollen wird explosionsartig verteilt. Vor diesen Staubblattbüscheln liegen außerordentlich kompliziert gebaute und auffällig gefärbte Gebilde. Es handelt sich hierbei um die nektarproduzierenden Organe der Blüten, sogenannte Nektarien; diese sind aus der Verwachsung von sterilen Staubblättern (Staminodien) entstanden. Je nach Gattung sind jeweils verschieden viele Staminodien in die Bildung eines solchen Nektariums einbezogen. Die Zahl der Staubblätter ist in den Taxa unterschiedlich: selten fünf, meist 50 bis 100. Meist fünf (ein oder drei bis sieben) Fruchtblätter sind zu einem mehr oder weniger unterständigen bis fast oberständigen Fruchtknoten verwachsen (synkarp).
Die Kapselfrüchte können keulig bis kugelig sein, vielfach sind sie in sich verdreht.

## Ökologie
Die Bestäubung erfolgt meist durch Insekten. Auch in Mitteleuropa ziehen sie viele Schwebfliegen und Bienen an. Bei einer Loasa-Art wurde im nördlichen Argentinien eine Bestäubung durch Feldmäuse beobachtet.

## Standorte
Die Arten der Familie Loasaceae wachsen in vollkommen unterschiedlichen Lebensräumen: von der extrem trockenen Atacama-Wüste in Südperu und Nordchile bis zu den sehr feuchten Nebelwäldern des nordwestlichen Kolumbien.

## Systematik und Verbreitung

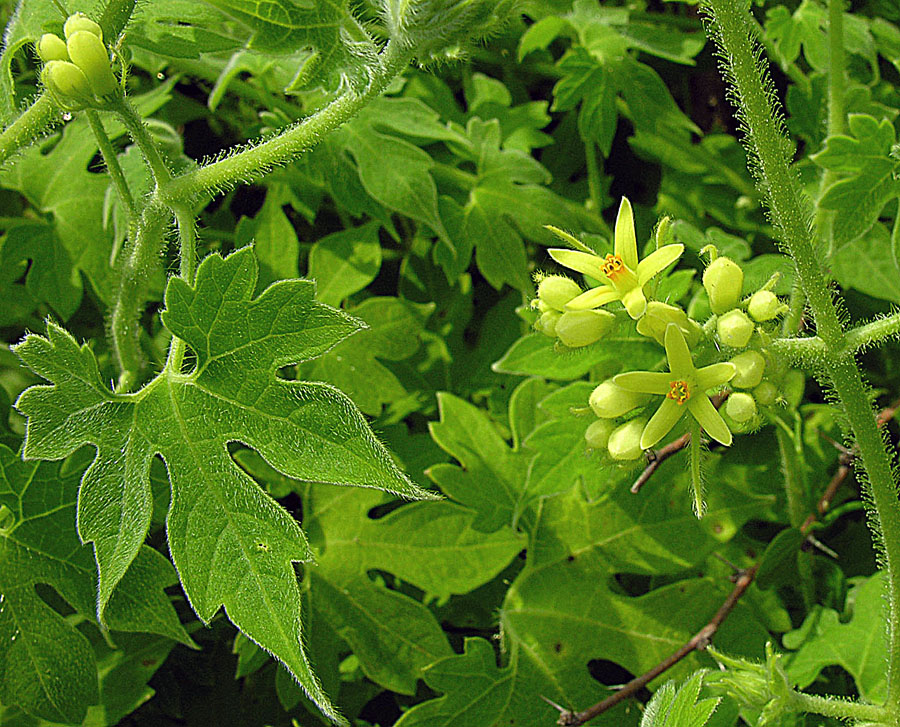
Unterfamilie Gronovioideae: Gronovia scandens

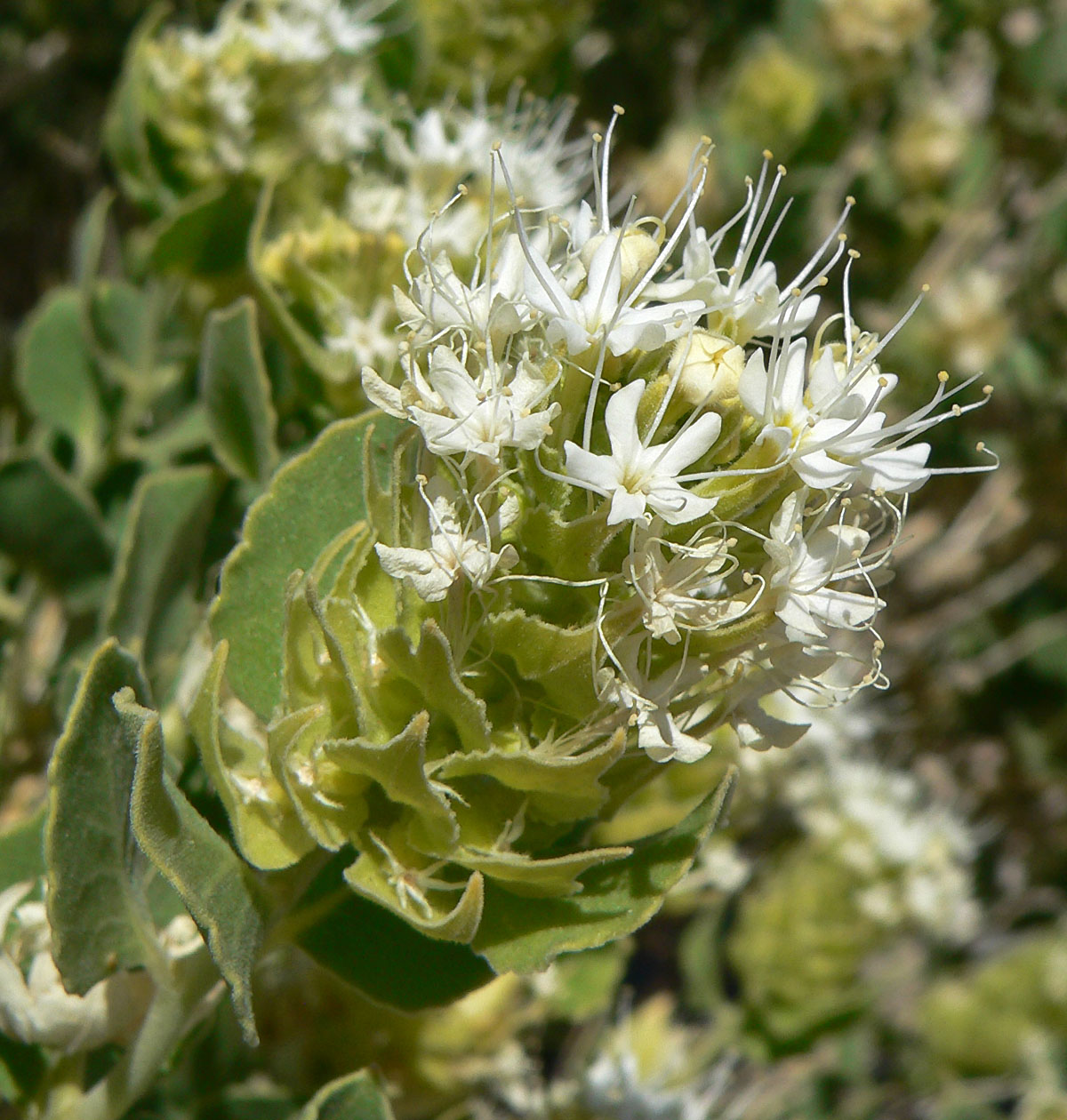
Unterfamilie Petalonychoideae: Petalonyx parryi

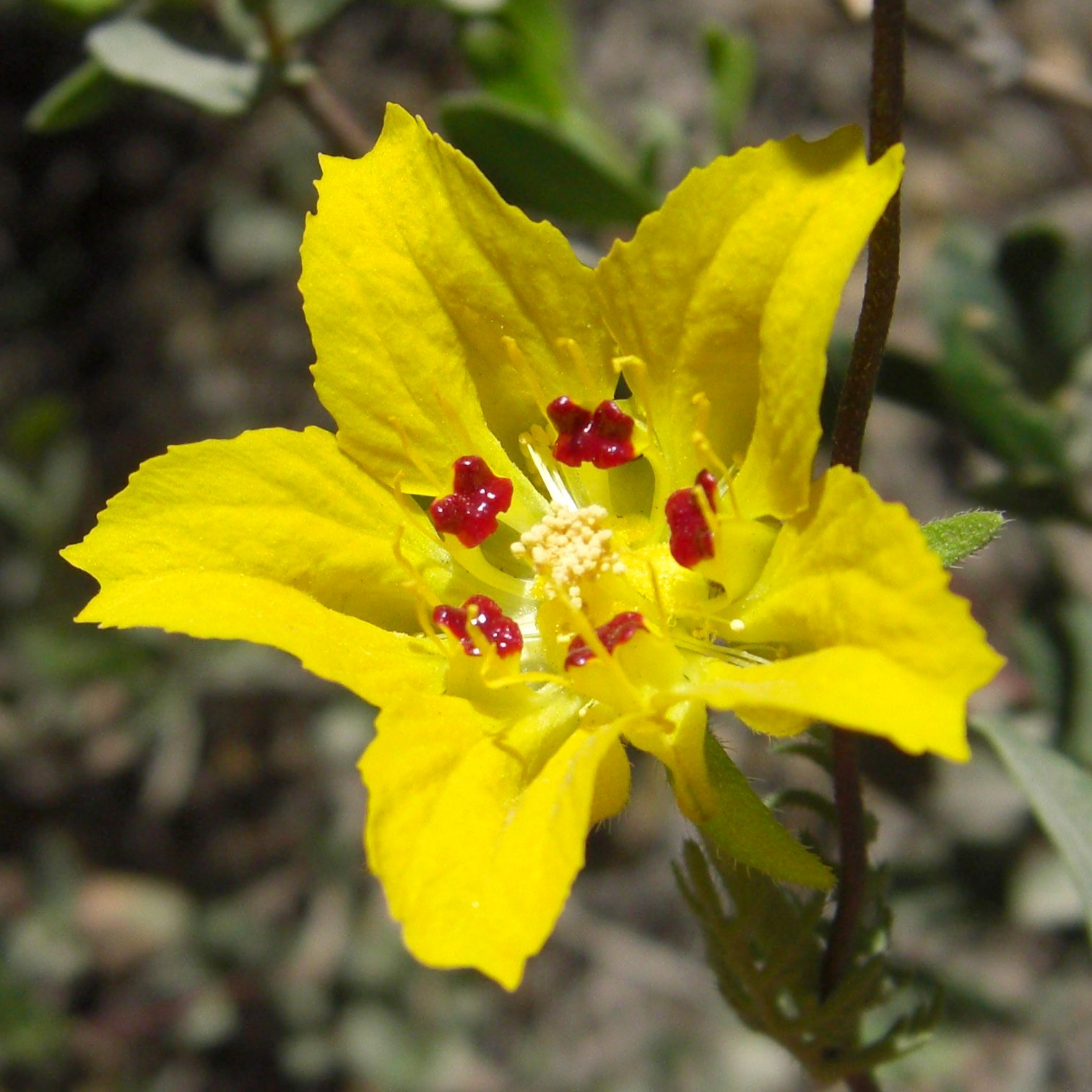
Unterfamilie Loasoideae: Blüte von Scyphanthus stenocarpus

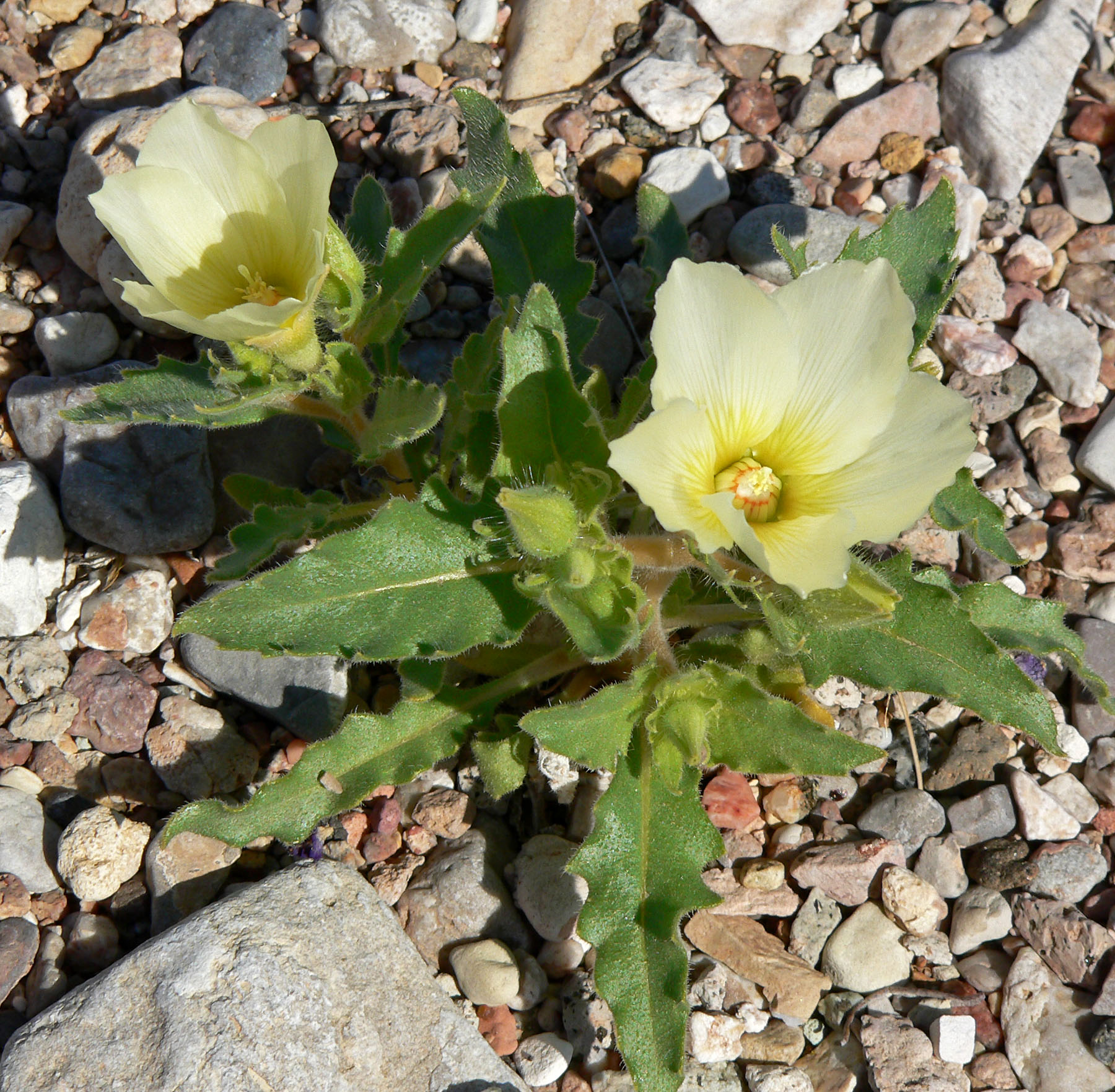
Unterfamilie Mentzelioideae: Mentzelia involucrata

Die Familie Loasaceae ist von Nordamerika über Mexiko und Zentral- bis Südamerika verbreitet und kommt auf der westlichen Arabischen Halbinsel, auf den Kapverden, in Afrika und auf pazifischen Inseln vor. Das Diversitätszentrum der Familie ist die Neotropis; dort kommen sie von Kalifornien bis Patagonien vor, besonders in Peru, Chile und Mexiko. Die Gattung Kissenia findet sich in Afrika und Arabien, Plakothira in Polynesien.
Die Familie der Blumennesselgewächse (Loasaceae) wird in vier Unterfamilien gegliedert und enthält etwa zwanzig Gattungen mit etwa 350 Arten:
- Unterfamilie Gronovioideae (Rchb.) Link: Sie enthält nur drei Gattungen mit nur vier Arten:
  - Cevallia Lag.: Sie enthält nur eine Art:
    - Cevallia sinuata Lag.: Sie gedeiht in Höhenlagen von 130 bis 2000 Metern in den US-Bundesstaaten Arizona, New Mexico, Oklahoma sowie Texas und in den mexikanischen Bundesstaaten Chihuahua, Coahuila, Durango sowie Zacatecas.[3]

  - Fuertesia Urb.: Sie enthält nur eine Art:
    - Fuertesia dominguensis Urb.: Dieser Endemit kommt nur auf der Insel Hispaniola vor.[5]

  - Gronovia L.: Die nur zwei Arten kommen in der Neotropis vor.[5]

- Unterfamilie Petalonychoideae Weigend: Sie enthält nur eine Gattung:
  - Petalonyx A.Gray: Die etwa fünf Arten kommen von den westlichen USA bis ins nördliche Mexiko vor.[3]

- Unterfamilie Loasoideae: Sie wird in zwei Tribus unterteilt:[1]
  - Tribus Loaseae:
    - Aosa Weigend: Etwa sechs Arten kommen im östlichen Brasilien, eine Art kommt auf Hispaniola[5] und eine Art in Costa Rica vor.
    - Blumenbachia Schrad.: Die etwa zwölf Arten kommen in Südamerika vor.[5]
    - Caiophora C.Presl (Syn.: Cajophora C.Presl): Die etwa 34 Arten gedeihen in den Anden Südamerikas.[5]
    - Chichicaste Weigend: Sie enthält nur eine Art:
      - Chichicaste grandis (Standl.) Weigend: Sie kommt von Costa Rica bis ins nordwestliche Kolumbien vor.[5]

    - Huidobria Gay: Die nur zwei Arten kommen nur im nördlichen Chile vor.[5]
    - Kissenia R. Br. ex Endl.: Von den nur zwei Arten kommt eine Art in Südarabien, Somalia sowie Äthiopien vor und eine Art kommt im südlichen Afrika vor.[5]
    - Loasa Adans.: Die etwa 36 Arten sind von Mexiko bis Südamerika verbreitet.[5]
    - Nasa Weigend: Die etwa 100 Arten sind in der Neotropis verbreitet.[5]
    - Presliophytum (Urb. & Gilg) Weigend: Die etwa drei Arten gedeihen nur in den Trockengebieten des westlichen Peru.[5]
    - Scyphanthus Sweet: Die ein oder zwei Arten kommen in Chile vor.[5]

  - Tribus Klaprothieae Urb. & Gilg: Sie enthält nur drei Gattungen mit nur sechs Arten:
    - Klaprothia Kunth: Die zwei Arten kommen im tropischen Südamerika vor.[5]
    - Plakothira Florence: Die drei Arten kommen nur auf den Marquesas vor.[5]
    - Xylopodia Weigend: Sie enthält nur eine Art:
      - Xylopodia klaprothioides Weigend: Sie kommt in Peru vor.[5]

- Mentzelioideae: Sie enthält nur drei Gattungen mit etwa 110 Arten, die in der Neuen Welt weitverbreitet sind:
  - Mentzelia L.: Die etwa 95 Arten gedeihen in den wärmeren Gebieten der Neuen Welt.[3]
  - Eucnide Zucc.: Die etwa 14 Arten kommen von den südwestlichen sowie südlich-zentralen USA über besonders in Mexiko bis Guatemala vor.[3]
  - Schismocarpus S.F.Blake: Sie enthält nur eine Art:
    - Schismocarpus pachypus S.F.Blake: Dieser Endemit kommt nur im mexikanischen Bundesstaat Oaxaca vor.